# Corno Nero (Dolomiti)
Il Corno Nero (2.439 m s.l.m. - detto anche La Rocca - Schwarzhorn in tedesco) è una montagna delle Dolomiti di Fiemme nelle Dolomiti. Si trova in Trentino-Alto Adige (provincia di Bolzano).

## Descrizione
La montagna si trova a sud del passo di Oclini e costituisce la montagna più elevata della dorsale degli Oclini.

## Toponimo
Il nome originario della montagna è attestato già nel 1411 come an dem Schwarzenperg, nel 1426 come Schwarczenhoren e nel 1770 come Schwarzhorn, sempre da riferirsi al colore scuro della pietra, porfido.

## Ascensione
È possibile salire sulla cima seguendo il segnavia 502 (classificato EE) da passo Oclini in circa un'ora.